# Gilles Éboli
Gilles Éboli est un bibliothécaire et historien français né en 1958.

## Biographie
Ancien élève de l’École nationale des chartes où sa thèse intitulée Les David, imprimeurs-libraires à Aix-en-Provence au XVIIIe siècle lui permet d’obtenir le diplôme d’archiviste paléographe en 1984. Il a également soutenu un DEA d’histoire moderne de l’Université de Paris IV, sous la direction de Daniel Roche.
Il devient alors conservateur des bibliothèques, directeur de la bibliothèque centrale de prêt de la Moselle ; il est ensuite conservateur dans les bibliothèques municipales classées de Dijon puis Nîmes (Carré d'art), où il est nommé directeur fonctionnel par la ville. Il y organise en particulier avec Robert Calle, l'exposition inaugurale de Carré d'Art, la première rétrospective des livres du Soleil Noir.
De 1998 à 2008, il est directeur de la Cité du Livre d’Aix-en-Provence et de la bibliothèque Méjanes.
Il prend la direction de la bibliothèque municipale à vocation régionale de l’Alcazar, à Marseille, le 1er septembre 2008 : il y organise les manifestations autour du livre et de la lecture pour préparer « Marseille-Provence 2013 Capitale européenne de la culture » et propose un nouvel organigramme pour les services dont il a la charge. Bien que validé par sa hiérarchie administrative, cet organigramme est finalement refusé par la ville - selon certains observateurs sous la pression du syndicat Force ouvrière. Il démissionne le 1er décembre 2010 dans un contexte local difficile : il est le troisième directeur successif à être désavoué face à un syndicat majoritaire à la Ville de Marseille et la directrice adjointe de la bibliothèque centrale (l'Alcazar) démissionne elle-même peu après.
Il est nommé en mai 2011 directeur de la Bibliothèque municipale de Lyon, poste qu'il occupe jusqu'à sa retraite en 2020.
Il occupe des postes de responsabilité dans les activités d'associations professionnelles (agences du livre, groupes régionaux de l’Association des bibliothécaires de France) et il a été président de l’Association des bibliothécaires de France de 2003 à 2007.
Il est l’auteur d'articles professionnels dans le Bulletin des bibliothèques de France, BIBLIOthèque(s) et dans l'ouvrage collectif Patrimoine dirigé par Jean-Paul Oddos (1997), ainsi que de travaux scientifiques comme sa participation aux actes du colloque sur les cinq cents ans du parlement de Provence (2002).